# Иншаатчи (футбольный клуб, Сабирабад)
«Иншаатчи» (азерб. «İnşaatçı» Sabirabad Futbol Klubu) — советский и азербайджанский футбольный клуб из Сабирабада. Был основан в 1989 году.

## История клуба

### Советский период
Клуб был создан в 1989 году под названием «Строитель» Сабирабад. В том же году принял участие в чемпионате Азербайджанской ССР, став победителем первенства и получив право представлять Азербайджанскую ССР во второй лиге чемпионата СССР. В 1990—1991 годах принял участие в чемпионате Советского Союза во второй низшей лиге.
| Сезон | Дивизион                     | Место    | И  | В  | Н | П  | Мячи  | О  |
| ----- | ---------------------------- | -------- | -- | -- | - | -- | ----- | -- |
| 1990  | Вторая низшая лига, 3-я зона | 11 из 24 | 34 | 13 | 5 | 15 | 52—59 | 32 |
| 1991  | Вторая низшая лига, 3-я зона | 16 из 20 | 38 | 14 | 4 | 20 | 37—69 | 32 |

### Новая история
В 1992 году, после провозглашения независимости и началом проведения первого национального чемпионата, клуб участвовал в высшей лиге Азербайджана под названием «Иншаатчи», что является азербайджанским переводом слова «Строитель».
В дебютном 1992-м году «строители» заняли 12-е место среди 26 команд. В 1993 году регламент чемпионата был изменен. Команды были разделены на 2 группы по 10 команд. «Иншаатчи» попал в группу «Б» и занял 8-е место, чего оказалось недостаточно, чтобы остаться в высшей лиге, так как по новым правилам, команды занявшие последние три места в группах «А» и «Б» покидали высший дивизион. В результате клуб опустился в Первую Лигу.
В том же, 1993 году клуб принимает участие во втором по счету Кубке Азербайджана и выходит в финал, где уступает титул агдамскому «Карабаху».

## Статистика

### Чемпионат Азербайджана
| Сезон | Дивизион    | Дивизион                 | Место    | И  | В  | Н | П | Мячи  | О  | Примечание       |
| ----- | ----------- | ------------------------ | -------- | -- | -- | - | - | ----- | -- | ---------------- |
| 1992  | Высшая лига | I этап, группа «A»       | 12 из 26 | 24 | 13 | 4 | 7 | 28—18 | 30 | 3-е место из 13  |
| 1992  | Высшая лига | II этап, за 1—12-е места | 12 из 26 | 12 | 1  | 2 | 9 | 8—24  | 4  | 12-е место из 12 |
| 1993  | Высшая лига | группа «Б»               | 8 из 10  | 18 | 5  | 6 | 7 | 21—22 | 16 |                  |

### Кубок Азербайджана
| Сезон   | Этап        |
| ------- | ----------- |
| 1993    | финалист    |
| 1993/94 | 1/32 финала |

## Бывшие футболисты
Список игроков клуба в 1992 и 1993 годах.
| - Али Абышов - Ровшан Агаев - Шарафат Алиев - Ялчын Алиев - Аскерага Аскеров |  | - Эльшан Атакишиев - Рафиг Гасанов - Фикрет Гасанов - Валех Гахраманов - Маис Гулиев |  | - Эмин Гулиев - Джафар Дамиров - Мехман Джавадов - Ильгар Ибишов - Мюршид Исмаилов |  | - Эльдар Керимов - Владимир Копейкин - Низами Мамедов - Рагиф Мамедов |  | - Рамиз Мехтиев - Фирудин Мурсалов - Вадар Нуриев - Натиг Рзаев |  | - Закир Сулейманов - Эльмир Ханкишиев - Джейхун Ширинов - Рауф Юсифов |

## Достижения
- 1989 год — чемпион Азербайджанской ССР.
- 1993 год — финалист Кубка Азербайджана